# نشاط تنظيم الدولة الإسلامية (داعش) على منصات التواصل الاجتماعي

علم الدولة الإسلامية

لدى تنظيم الدولة الإسلامية (داعش) فريق متطور يستخدم وسائل الإعلام الاجتماعية كأداة لنشر الرعب في جميع أنحاء العالم بالإضافة إلى الرغبة في توظيف واستقطاب عناصر أخرى. عُرفت الدولة الإسلامية على نطاق واسع بسبب نشرها لمحتويات مزعجة مثل أشرطة فيديو تُصور عمليات الذبح والشنق والحرق وهلمّ جرا. يتم نشر هذه الدعاية عبر شتّى مواقع ومنصات وسائل الإعلام الاجتماعية مثل تويتر، فيسبوك، تيليجرام ثم يوتيوب. استفاد التنظيم من وسائل التواصل الاجتماعي حيث أصبحَ معروفًا ناهيك عن تمكنه من تجنيد الآلاف من أتباعه. بالإضافة إلى ذلك؛ قام التنظيم بتجنيد أعضاء من عدة دول غربية بما في ذلك الولايات المتحدة، المملكة المتحدة وكندا. تبنت المجموعة عدة عمليات كما صوّرت تفاصيل أخرى مثل هجمات يناير 2015 في فرنسا والهجوم على نادي ليلي في أورلاندو.
ضغطت كل الدول على مواقع التواصل من أجل تشديد الرقابة ومنع «المحتوى المزعج» من الانتشار من خلال حظره أو حصر توزيعه على الأقل.

## الجمهور المستهدف
يستهدفُ داعش مجموعة متنوعة من الشباب سواء في منطقة الشرق الأوسط أو في البلدان الغربية. بخصوص دوافع طلب الانضمام فهي غير معروفة إلا أنّ الباحثين قد توصلوا لسبع سمات مميزة تدفعُ الشباب -والشابات على حد سواء- إلى الانضمام إلى داعش: السعي وراء إثبات الذات، الانتقام، الفداء، التشويق، الأيديولوجية، العدالة والموت.
يستهدف داعش صغار السن في الشرق الأوسط والدول الغربية، بشكل عام يصلُ متوسط عمر مقاتلي داعش حوالي 26 سنة علمًا أن 86% من المجندين هم من صنف الذكور. بخصوص المُجنّدين في الشرق الأوسط فغالبيتهم قادِمون من شمال العراق بسبب الحرمان الاقتصادي هذا فضلا عن الدمار الذي حلّ بالمنطقة خلال حرب العراق والحرب الأهلية السورية.

عضو من داعش وهو يلوح بعلم التنظيم

## محتوى الرسائل
تُنتج داعش أشرطة فيديو دعائية تصوّر الإعدام والشنق بل حتى الحرق على المباشر. يقوم عناصر من التنظيم بتصوير أشرطة فيديو عالية الجودة كما يتمّ عمل المونتاج على الفيديو من أجل تصوير مشاهد حركة بطيئة وغالبا ما يرافق ذلك حوار قصير. لدى داعش فريق متخصص من أكثر من 100 من المخضرمين التقنيين الذين يعملون بدوام من أجل تسجيل مقاطع الفيديو هذه.
عادة ما يقوم عناصر التنظيم بإعدام من يُسميهم «المرتدين أو الكفار» من خلال قطع الرؤوس أو إطلاق النار الشامل وذلك ردا على التدخل الغربي في أراضي تنظيم الدولة. عندما يَنشرُ التنظيم فيديوهات العنف؛ عادة ما يُرفقها بتعليقات مثل «أعداء الخلافة» أو شيء من هذا القبيل. زادت شهرة التنظيم في الدول الغربية بفضل جلاد يدعى جون الجهادي الذي صوّر العديد من أشرطة الفيديو الرهيبة قبل وفاته في عام 2015. عُرف عن جون إعدامه للعديد من مواطني الدول الغربية على غرار مواطني الولايات المتحدة، المملكة المتحدة بل حتى مواطني دولة اليابان مثل ستيفن سوتلوف، ديفيد كاوثرون هاينس وألان هانينغ. يُركز داعش في فيديوهاته على 3 رسائل رئيسية وهي:
1. التحدث عن الحرب العالمية وعن النصر النهائي
2. دفع الناس إلى التطرف على الصعيد العالمي
3. تشجيع الدول على عدم تنفيذ هجمات ضد عناصر التنظيم

## استخدام وسائل الإعلام الاجتماعية
من عام 2013 إلى عام 2014؛ استخدم التنظيم وسائل التواصل الاجتماعي الرائدة في المقام الأول مثل تويتر، فيسبوك ويوتيوب. بحلول عام 2014 كانت منصات التواصل هذه قد تعرضت لضغط دولي كبير دفعها إلى إزالة كل ما يتعلق بداعش. منذ ذلك الحين؛ حاول التنظيم الاستفادة من منصات وسائل الإعلام الاجتماعية التي تحمي المحتوى أو تلك السرّية بما في ذلك تيليجرام، موقع جاست باست وغيره. حاول داعش كذلك التأثير على الرأي العام من خلال بعض الحملات التسويقية مثل حملة #يوم_الجمعة. استخدمَ التنظيم كذلك عددًا من الهاشتاجات من أجل إيصال أفكاره مثل هاشتاج #throwbackthursday الذي هدِفَ من خلاله إلى زيادة شعبيته على النت. شجع التنظيم عناصره على استخدام الهاشتاجات باللغتين العربية والإنجليزية حيث عمل على نشر هاشتاج #theFridayofSupportingISIS و#CalamityWillBefalltheUS وهذا يتيح لهم طبعًا كسب أتباع كل أسبوع مع تعزيز رسالة التنظيم على أساس أسبوعي.

### تويتر
في عام 2014 وحده كان هناك ما يقدر بنحو 46,000-90,000 حساب يُمجّد داعش أو يُدار من قبل أنصار الحركة. ذكرت شركة تويتر بحلول عام 2015 أنها حظرت أزيد من 125,000 حساب بسبب إظهار التعاطف مع التنظيم الإرهابي. قامت الشركة بتحديث الأرقام عام 2016 حيث أكدت على حذفها أزيد من 325,000 حسابًا لنفس السبب. المُثير في الأمر أن شركة تويتر ما إن تحظر حسابات تابعة لعناصر التنظيم حتى يعودون بحسابات أخرى لنشر أيديولوجيتهم. في حقيقة الأمر لم تجد الشركة حلا لهذا الأمر خاصة أن تعامل تويتر «المُتشدد» مع مثل هذه الحسابات سيُكلف مستخدمين آخرين حساباتهم عن طريق الخطأ أو أي شيء من هذا القبيل. حاول تويتر ابتكار طريقة وتمكن منها من تحديد المستخدمين الذين يعودون بحسابات جديدة بعد حظر حساباتهم القديمة ثم أطلق عليهم لقب resurgents ليتمكن من تحديدهم بسرعة لكن وبالرغم من ذلك فقد اعترف المدير التنفيذي بصعوبة إزالة كل تلك الحسابات دُفعة واحدة وذلك بسبب عودتها في أشكال بديلة. حسب بعض الإحصائيات فإن 20% من الحسابات التابعة لداعش هي حسابات وهمية عَمِلَ مستخدم واحد على إنشائها. ترجع العديد من هذه الحسابات إلى شبكة على الإنترنت تضم الآلاف من أتباع داعش. جدير بالذكر هنا أن هذه الحسابات قد نشطت بشكل كبير خلال الانتصارات العسكرية للتنظيم المتشدد وخلال غزوه للموصل في العراق نُشرت حوالي 42,000 تغريدة على تويتر تدعم هذا الغزو.

### تيليغرام
خلال عام 2014؛ أصبحَ داعش نشطا جدا على تيليغرام بعدما قامت العديد من منصات الإعلام الاجتماعية الرئيسية بحظر محتوى التنظيم وكذا سائر الحسابات المُتعاطفة معه. يتميّز تيليغرام كونه تطبيق رسائل مُشفر وبالتالي لا يُمكن لأي كان الاطلاع على فحوى الرسالة. هذا من جهة ومن جهة ثانية فهو يتمتع بعددِ من الميزات مثل خاصية التدمير الذاتي للرسالة. يحتوي التطبيق كذلك على سياسة مستخدم تقوم على حماية البيانات وبالتالي فإن أي تسريب للمعلومات -حتى لو تعلق الأمر بداعش- يُمكن أن يضر بالتطبيق. لم تتمكن الوكالات الحكومية -حتى شهر أغسطس من العام 2018- من كسر تشفير التطبيق.
على تيليغرام؛ عادة ما يستخدم تنظيم داعش هاشتاجات مُعينة ومعروفة لجذب المستخدمين وذلك من قبيل #KhilafahNews. في الآونة الأخيرة وبعدما عثر عناصر التنظيم على ضالتهم في تطبيق تيليغرام باتوا ينشرون فيه كل أخبارهم وكل ما يتعلق بما يقومون يه. تعرّض تطبيق تيليغرام -المفتوح المصدر على فكرة- بحلول شهر تموز/يوليو من العام 2017 إلى عدد من الانتقادات من قِبل باقي وسائل الإعلام والصحف والجرائد وذلك لما يوفره من حماية وأمان للمتشددين. لقد قامت عدد من وكالات البحث بتوثيق استخدام مسلحي داعش للتطبيق من أجل البقاء على اتصال مع قادتهم خلال حملة الرقة وذلل قبل أيام من الهجمات الإرهابية في تركيا، برلين ثم سانت بطرسبرغ. على الرغم من مخاوف العالم الغربي مما قد يُحدثه تطبيق تيليغرام إلا أن الوكالات الحكومية لم تقم بأي إجراء ضده كما فشلت في حظر حسابات المتشددين هناك.

### جاست باست
يتقاسم موقع جاست باست نفس الميزات مع تطبيق تيليغرام فهو يمتاز بالسرية والأمان ناهيك عن التخفي وضمان عدم المراقبة أو المتابعة. استخدم عناصر التنظيم بشكل كبير هذا الموقع خاصة أنه يُتيح ميزة قفل الصور. يسمحُ الموقع على شبكة الإنترنت للمستخدمين المجهولين بإرسال واستقبال المحتوى من دون تسجيل. ولهذا السبب فضّل مسلحي التنظيم المتشدد العمل هناك من خلال نشر صور الجرائم التي لا تُحصى مثل الإعدام بالإضافة إلى صور المعارك وما إلى ذلك.
من أجل وقف استخدام داعش لهذا الموقع، ليس هناك سوى خيار واحد وهو إغلاق الموقع ككل. في هذا الصدد ذكر المُؤسّس ماريوس زوراويك رأيه في الموضوع حيث قال: «لا أريد أن أدخل في هذه الصّراعات كما لا أرغب في الانحياز لطرف على آخر. لدى موقع جاست باست العديد من المستخدمين ولا أستطيع التركيز على مجموعة واحدة. أنا لا أرى أي سبب لماذا ينبغي عليّ إيقاف الخدمة! في هذه الحالة يجب إغلاق تويتر أيضا؟»

### فجر البشائر - تطبيق الهاتف الذكي
صمّم مبرمجو داعش تطبيقا باللغة العربية حملَ اسم فجر البشائر. يقوم هذا التطبيق على جلب العديد من التغريدات والصور ومقاطع الفيديو التي تتعاطف مع داعش من خلال بعض الحسابات على تويتر. بالإضافة إلى ذلك فإنه يسمح للمستخدمين بمعرفة ورصد الهاشتاجات الرائدة وكذا التغريدات، الصور، أشرطة الفيديو ثم التعليقات التي تم نشرها على بعض الحسابات المحدّدة. عكف مهندسو التنظيم على تصميم هذا التطبيق خلال مناقشتهم لهذه الفكرة عبر منتدى تواصل مجهول. زادت شهرة البرنامج عقب تحميله مئات المرات على متجر جوجل بلاي قبل أن يتم حذفه.

### التأثير
خلال هجمات تشرين الثاني/نوفمبر 2015 في باريس؛ وثقت بعض التحقيقات كيفَ لجأ داعش إلى بعض الأساليب القديمة من التواصل والبروباغندا. لاحظت الباحثة لويس كيف أن الهجمات في باريس تمثل نوعا من الدعاية للعمل في صفوف التنظيم المتطرف. بالرغم من أنّ الهجمات قد حصلت دون إنذار مسبق إلا أن المهاجمين كانوا يعرفون بعضهم البعض بسبب تواصلهم على شبكة النت. بالإضافة إلى ذلك؛ فمن الشائع أن يُعلن تنظيم داعش عن مسؤوليته عن العديد من الهجمات الإرهابية في جميع أنحاء العالم مثل هجمات باريس والهجوم على نادي ليلي في أورلاندو وذلك عبر منصات التواصل أيضًا.

## استخدام الإنترنت المظلم
يقوم داعش بمجموعة من أنشطته على الويب السطحي الذي يخضعُ للتدقيق والمراقبة من قبل الشركات والوكالات الحكومية فضلا عن المتسللين. اضطر داعش في العديد من المرّات إلى البحث عن ملاذ آمن على الإنترنت وقد وجد ذلك في الإنترنت المظلم. هناك لا يُمكن تتبع أنشطته كما لا يُمكن كشف هوية عناصر التنظيم. حينما قرّر داعش استخدام الإنترنت المظلم؛ باتت قضية مكافحة الإرهاب أكثر صعوبة وبالتالي قامت باقي وكالات المخابرات العالمية عن البحث عن طرق جديدة للتمكن من تصيّد المتشددين. حاول داعش جعل الشبكة العنكبوتية منصة خاصة به من أجل زيادة قدرته على نشر رسالته وأفكاره التي تُعتبر متطرفة. دون تدخل من الجهات الفاعلة أو الشركات أو حتّى الهيئات الحكومية؛ تمكّن داعش من نشر كل رسائله بحريّة كما تمكن من فتح منابر ومواقع خاصة به. في عام 2017 وحده؛ كانت الشرطة الأوروبية قادرة على كشف 52 موقعًا فريدًا من نوعه على الإنترنت تابع للتنظيم كما تمكنت من تحديد حوالي 2000 شحص تابع للتنظيم كانوا يُشرفون على هكذا مواقع.

## تأثير داعش في استخدام مواقع التواصل الاجتماعي
حاولَ داعش التأثير على وسائل التواصل الاجتماعي من خلال تعبئة المواطنين العاديين في جميع أنحاء العالم للعمل على رقمنة المطالب. نهجَ التنظيم مجموعة من الأساليب الفعالة في تجنيد الأفراد الأصغر سنا إلى الانضمام إلى تلك المجموعات. بشكل عام؛ نشط أفراد التنظيم على منصات محددة مثل تويتر، فيسبوك ويوتيوب. أظهرت دراسة حول آثار وسائل التواصل الاجتماعي أن هناك حوالي 1,264 منَ الحالات التي يمكن أن تصنف بأنها تُحرِّض على العنف قد تأثرت بسبب رسائل التنظيم.